# Junkers W 34

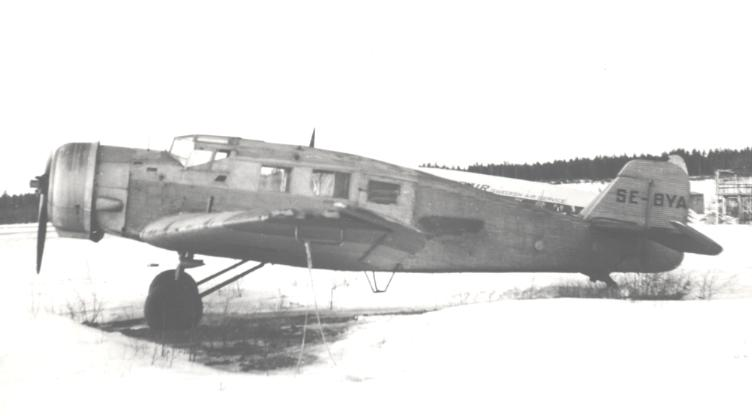
Junkers W 34 SE-BYA i Arlanda, 1968.

Junkers W 34 var ett tyskt enmotorigt, lågvingat passagerar- och transportplan som utvecklades på 1920-talet och som togs i bruk 1926. Flygplanet hade utvecklats ur den tidigare modellen Junkers W 33. Passagerarversionen kunde ta piloten och fem passagerare, senare tillkom en plats för en andrepilot. En ytterligare utveckling ledde till flygplanet Junkers Ju 46.
W 34 exporterades till ett stort antal länder, däribland Finland, Kanada, Kina, Norge, Nya Guinea, Spanien, Sverige och Sydafrika.
En W 34 be/b3e lyckades slå höjdrekordet den 26 maj 1929 genom att flyga till 12 739 m höjd. Flygplanet bar beteckningen D-1119 och var utrustat med en Bristol Jupiter VII-motor. Flygplanet framfördes av piloten Friedrich W. Neuenhofen.
Junkers W 34 kom att tillverkas i ett mycket stort antal versioner. Man tillverkade omkring 1 000 flygplan enbart för den civila marknaden. Till detta antal kom ytterligare 2 024 exemplar av modellerna "hi" och "hau", som byggdes av ett stort antal företag på licens för RLM:s och Luftwaffes räkning. Enhetspriset rörde sig mellan 65 000 och 70 400 Reichsmark (ca 8,8-1,04 miljoner svenska kronor med 2006 års kurs).
Den 31 januari 1944 hade Luftwaffe ännu 618 W 34 hi och 516 W 34 hau i tjänst, de flesta användes av flygskolor.

## Tillverkning
- W 34 hi: Junkers (105 byggda exemplar), Henschel (430), ATG (94), Dornier Wismar (58), Hamburger Flugzeugbau (69) och Weser (221).
- W 34 hau: Henschel (329), Arado Brandenburg (205), ATG (105), Dornier Wismar (93), Hamburger Flugzeugbau (192) och MIAG Braunschweig (73).

## Modeller
- W 34 a - utrustad med en 331 kW Gnôme-Rhône 9A-motor, hastighet: 190 km/h, spännvidd: 17,75 m och längd 11,10 m
- W 34 be - 375 kW Gnôme-Rhône 9A-motor, hastighet: 230 km/h, spännvidd: 17,75 meter, längd: 10,70 meter
- W 34 be/b3e - utrustad med en 441 kW Bristol Jupiter VII-motor och användes för att försöka slå höjdrekordet
- W 34 ci - utrustad med en 405 kW Pratt & Whitney Hornet-motor, hastighet: 245 km/h, utrustad med kabinfönster
- W 34 di - samma som W 34 ci, med skillnaden att motorn hade licenstillverkats at BMW.
- W 34 f - utrustad med en 331 kW Gnôme-Rhône -motor, hastighet: 190 km/h, spännvidd: 18,48 m och längd 11,10 m, pilotutrymmet glasades in, skevrodren förlängdes och utrustad med lastlucka i exportversionen
- W 34 f - experimentflygplan med flottörer
- W 34 fa - passagerarflygplan för export
- W 34 fä - exportflygplan
- W 34 fo - exportflygplan med Pratt & Whitney R-1340-motor
- W 34 fy - utrustad med en Armstrong-Siddeley Panther-motor
- W 34 fao - utrustad med en 397 kW Siemens Sh 20-motor, enbart ett exemplar byggdes för tester med autopilot
- W 34 fei - utrustad med en 441 kW Siemens Sh 20 U-motor, enbart ett exemplar byggdes som ett sjöflygplan som tester
- W 34 fg - utrustad med en Armstrong-Siddeley Jaguar Major-motor
- W 34 fue - utrustad med en Pratt & Whitney Hornet-motor, senare byggdes det om till ett sjöflygplan.
- W 34 fi - utrustad med en 405 kW Hornet-motor som antingen tillverkats av Pratt & Whitney eller licenstillverkats av BMW, spännvidd: 18,48 m, längd: 10,27 m, hastighet: 260 km/h. Flygplanet var utrustat med en inglasad cockpit och man använde även lågtrycksdäck.
- W 34 gi - utrustad med en 405kW BMW Hornet, endast ett exemplar tillverkades år 1933 för tester
- W 34 hi - utrustad med en 485 kW BMW 132A/E, flygplanet hade plats för 6 passagerare och var utrustat med förbättrad radio- och pejlutrustning. Det användes mest av Luftwaffe för att träna piloter och radiooperatörer.
- W 34 hau - samma som hi, men med en 526kW Bramo 322 H-motor. Det användes mest av Luftwaffe för att träna piloter och radiooperatörer.

- K 43 var den militära versionen av W 34 och den fanns i många av de versioner som nämns ovan.

## Användning i Finland
Junkers K 43 var ett tre- till sexsitsigt enmotorigt och lågvingat flygplan som var byggt i lättmetall. Flygplanet användes som långdistans-havsövervakning-, sambands-, transport-, skol- och lätt bombflygplan. 1930 köpte det finländska flygvapnet en W 34fa från Junkers i Tyskland och sex av dess militära version K 43fa. Dessa flygplan tillverkades av AB Flygindustri i Sverige. W 34fa anlände den 30 september 1930 och F 43fas via järnväg den 9 april 1931. Den 17 april 1944 köpte Finland fem W 34hi från Tyskland och dessa flögs den 30 april 1944 från Olmutz till Finland. De anlände den 18 maj 1944. Ett flygplan förlorades under Vinterkriget. Flygplanen var i tjänst mellan den 30 september 1930 - 5 mars 1953.
| Modell | Antal | Beteckningar  | Övrigt |
| ------ | ----- | ------------- | --- |
| W 34fa | 1     | JU-122        | Flygplanet fick senare beteckningen OH-MVG (LK-7) och användes av Sjöbevakningen mellan 17 oktober 1940 - 16 november 1941 |
| K 43fa | 6     | JU-123...-128 | JU-124 fick beteckningen OH-MVH (LK-8) och användes av Sjöbevakningen mellan 27 juni 1945 - 31 januari 1950 JU-127 → OH-MVI (LK-9), användes av Sjöbevakningen mellan 28 juni 1945 - 15 februari 1949 JU-128 → OH-MVF (LK-6), användes av Sjöbevakningen mellan 10 oktober 1940 - 15 juli 1941 och 27 juni 1945 - 8 januari 1948 |
| W 34hi | 5     | JU-131...-135 | |

## Användning i Sverige
Sverige införskaffade 1933 en Junkers W 33, vilken byggdes om 1935 till Junkers W 34, vilket försågs med en NOHAB My VIa-motor, varvid beteckningen ändrades till Trp 2A, som 1940 ändrades Tp 2A. 
Flygplanet totalförstördes vid ett haveri vid Trappberget i närheten av Rajastrand (tidigare Sörfors) den 16 oktober 1938. Samtliga fem ombord omkom. 
En Junkers W 34 beställdes 1933 med placering vid F 2 Hägernäs samt ytterligare en 1935 som placerades i Boden. Den kom att vara kvar i Flygvapnets tjänst till 1954 då den såldes till Svensk Flygtjänst.